# Elwyn Brooks White

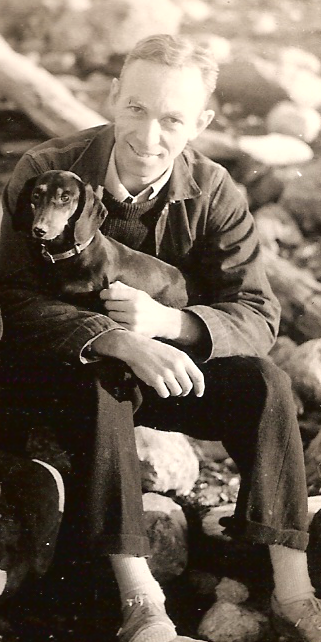

Elwyn Brooks White (meist E. B. White, Pseudonym Janice Hart White; * 11. Juli 1899 in Mount Vernon, NY; † 1. Oktober 1985 in North Brooklin, Maine) war ein bekannter amerikanischer Autor, Komiker und Dichter.

## Leben
E. B. White erhielt im Jahr 1921 an der Cornell University seinen Bachelor of Arts. Bereits während der Studienzeit, in der sich auch der Spitzname „Andy“ einbürgerte, arbeitete er als Journalist für die Cornell Daily Sun zusammen mit seinem Kommilitonen Allison Danzig, später Sportreporter bei der New York Times. White war außerdem Mitglied in der Gruppe Quill and Dagger.
Er schrieb in Seattle für die Zeitungen The Seattle Times und den Seattle Post-Intelligencer und arbeitete als Anzeigenredakteur, bevor er 1924 nach New York ging. 1952 wurde er in die American Academy of Arts and Sciences und 1962 in die American Academy of Arts and Letters gewählt.
White heiratete im Jahr 1929 Katharine Sergeant Angell, die auch Journalistin für The New Yorker war und unter dem Namen Katharine White Onward and Upward in the Garden veröffentlichte. Das Paar bekam den Sohn Joel White, später Schiffbauingenieur und Schiffbauer.
White starb auf seiner Farm, wo er auch aufgewachsen war, nach einem langen Kampf gegen die Alzheimer-Krankheit. Die Urne mit seiner Asche wurde neben seiner Frau in Brooklin Cemetery beigesetzt.

## Werk
In den späten 1930ern begann White, Kinder- und Jugendliteratur zu schreiben. Sein erstes Kinderbuch, Klein Stuart, wurde im Jahr 1945 veröffentlicht, und Wilbur und Charlotte (engl. original Titel: Charlotte's Web) erschien im Jahr 1952. Beide Bücher wurden von der Kritik gefeiert. White gewann im Jahr 1970 für beide Bücher gemeinsam den Laura Ingalls Wilder Award der American Library Association für große Verdienste in der Kinderliteratur. 2020 erschien Wilbur und Charlotte auf Platz 6 der Liste der im 125-jährigen Bestehen der New York Public Library meistausgeliehenen Bücher. Ebenfalls 1970 veröffentlichte White sein drittes Kinderbuch The Trumpet of the Swan. 1973 erhielt dieses Buch den Sequoyah Award from Oklahoma und den William Allen White Award from Kansas, beide Preise durch die Wahl von Studenten, die ihr Lieblingsbuch des Jahres nennen sollten.

### Aufsätze und Sammlungen
- The Fox of Peapack
- The Lady Is Cold
- Every Day Is Saturday
- Farewell to Model T
- Quo Vadimus? Or, The Case for the Bicycle
- One Man's Meat
- Once More to the Lake
- The Points of My Compass
- The Second Tree from the Corner
- The Essays of E.B. White
- The Ring of Time
- Letters of E.B. White
- Poems and Sketches of E.B. White
- The Wild Flag

### Kinderbücher
- mit Garth Williams: Charlotte's Web. HarperCollins, 2006, ISBN 0-06-112495-8
- Stuart Little. Collins, 1974. ISBN 0-06-440056-5 (Verfilmung: Stuart Little)
- The Trumpet of the Swan.

### Sonstige Bücher
- mit William Strunk Jr.: The Elements of Style.
- mit Katharine S. White: A Subtreasury of American Humor. 1941
- mit James Thurber: Is Sex Necessary?
- Here Is New York.